# C16orf52
C16orf52 (англ. Uncharacterized protein C16orf52 homolog B) – білок, який кодується однойменним геном, розташованим у людей на 16-й хромосомі. Довжина поліпептидного ланцюга білка становить 167 амінокислот, а молекулярна маса — 18 250.
| 10         |  | 20         |  | 30         |  | 40         |  | 50         |
| ---------- |  | ---------- |  | ---------- |  | ---------- |  | ---------- |
| MDKLTIISGC |  | LFLAADIFAI |  | ASIANPDWIN |  | TGESAGALTV |  | GLVRQCQTIH |
| GRDRTCIPPR |  | LPPEWVTTLF |  | FIIMGIISLT |  | VTCGLLVASH |  | WRREATKYAR |
| WIAFTGMILF |  | CMAALIFPIG |  | FYINEVGGQP |  | YKLPNNTVVG |  | SSYVLFVLSI |
| FFTIVGLLFA |  | GKVCLPG    |  |            |  |            |  |            |

A: Аланін

C: Цистеїн

D: Аспарагінова кислота

E: Глутамінова кислота

F: Фенілаланін

G: Гліцин

H: Гістидин

I: Ізолейцин

K: Лізин

L: Лейцин

M: Метіонін

N: Аспарагін

P: Пролін

Q: Глутамін

R: Аргінін

S: Серин

T: Треонін

V: Валін

W: Триптофан

Задіяний у такому біологічному процесі, як альтернативний сплайсинг. 